# Neubaugasse
Die Neubaugasse ist eine der bekanntesten Einkaufsstraßen Wiens und liegt im gleichnamigen 7. Gemeindebezirk, dem Neubau, einem sehr urbanen Bezirk. Sie ist, auch wegen der vergleichsweise engen Platzverhältnisse, keine typische Einkaufsstraße mit großen Geschäften, sondern geprägt von vielen kleinen Läden und Lokalen. Sie reicht von der Lerchenfelder Straße (Grenze zum 8. Bezirk) im Norden durch den gesamten Bezirk und mündet im Süden des 7. Bezirks an der größten Einkaufsstraße Wiens, der Mariahilfer Straße (Grenze zum 6. Bezirk). Seit dem Umbau im Jahr 2020 ist der Bereich zwischen Mariahilfer Straße und Burggasse als Begegnungszone gestaltet; das Teilstück zwischen Mariahilfer Straße und Lindengasse ist für den allgemeinen Durchzugsverkehr gesperrt.

## Geschichte

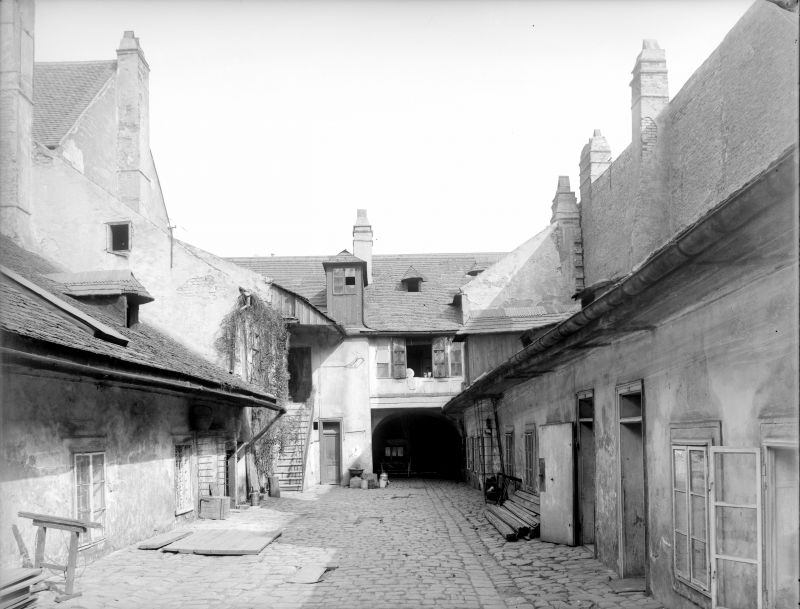
1908: Innenhof der – damaligen – Neubaugasse 33 in Wien, später ein Sitz des Spielzeug-Herstellers Emil Pfeiffer;
Foto von August Stauda im Besitz der Österreichischen Nationalbibliothek

Die Neubaugasse entstand 1550 nach der ersten Türkenbelagerung. Damals verlief sie als Lange Gasse nur bis zur Burggasse. Als 1770 die ersten Häuser dieser Vorstadt Wiens entlang der Straße errichtet wurden, erhielt sie den Namen Neubau Hauptstraße.
Nach der Eingemeindung nach Wien 1850 und der Verlängerung bis zur Lerchenfelder Straße wurde sie 1862 in Neubaugasse umbenannt.
In der Neubaugasse findet man vor allem Häuser aus der Gründerzeit und der Zeit der Wiener Secession. Auf Nr. 38 befindet sich seit 1912, in ein Wohn- und Geschäftshaus eingebaut, das Renaissancetheater.
Unter der Adresse Neubaugasse 33 hatte der Spielzeug- und Figurenhersteller Emil Pfeiffer Nachf. seinen Sitz.
Bekannte Persönlichkeiten, die an der Neubaugasse geboren wurden, lebten oder wirkten, waren unter anderen Paul I. Esterházy de Galantha, der sich hier 1685 eine Sommerresidenz errichten ließ (zwei Jahre später wurde er vom Kaiser in den Fürstenstand erhoben), der Komponist Carl Michael Ziehrer, der Bildhauer Franz Steinfeld und der Wiener Geschichtsschreiber Anton Ferdinand Reichsritter von Geusau. Von 1861 bis 1866 betrieb im Haus Nr. 70 der Mechaniker und Automobilpionier Siegfried Marcus seine Telegrafen-Bauanstalt. 1928 erregte das Miethaus Nr. 5 öffentliche Aufmerksamkeit, als im Zusammenhang mit der am 26. April des Jahres erfolgten Verhaftung des ungarischen Kommunistenführers Béla Kun (1886–1938) das Gebäude als Sitz eines von Kun geleiteten bolschewistischen Propagandabureaus ausgemacht wurde.
Seit 2009 wurden in der Neubaugasse zum Gedenken an die Opfer des Nationalsozialismus fünf von insgesamt elf Erinnerungssteinen in Neubau verlegt.

## Verkehr

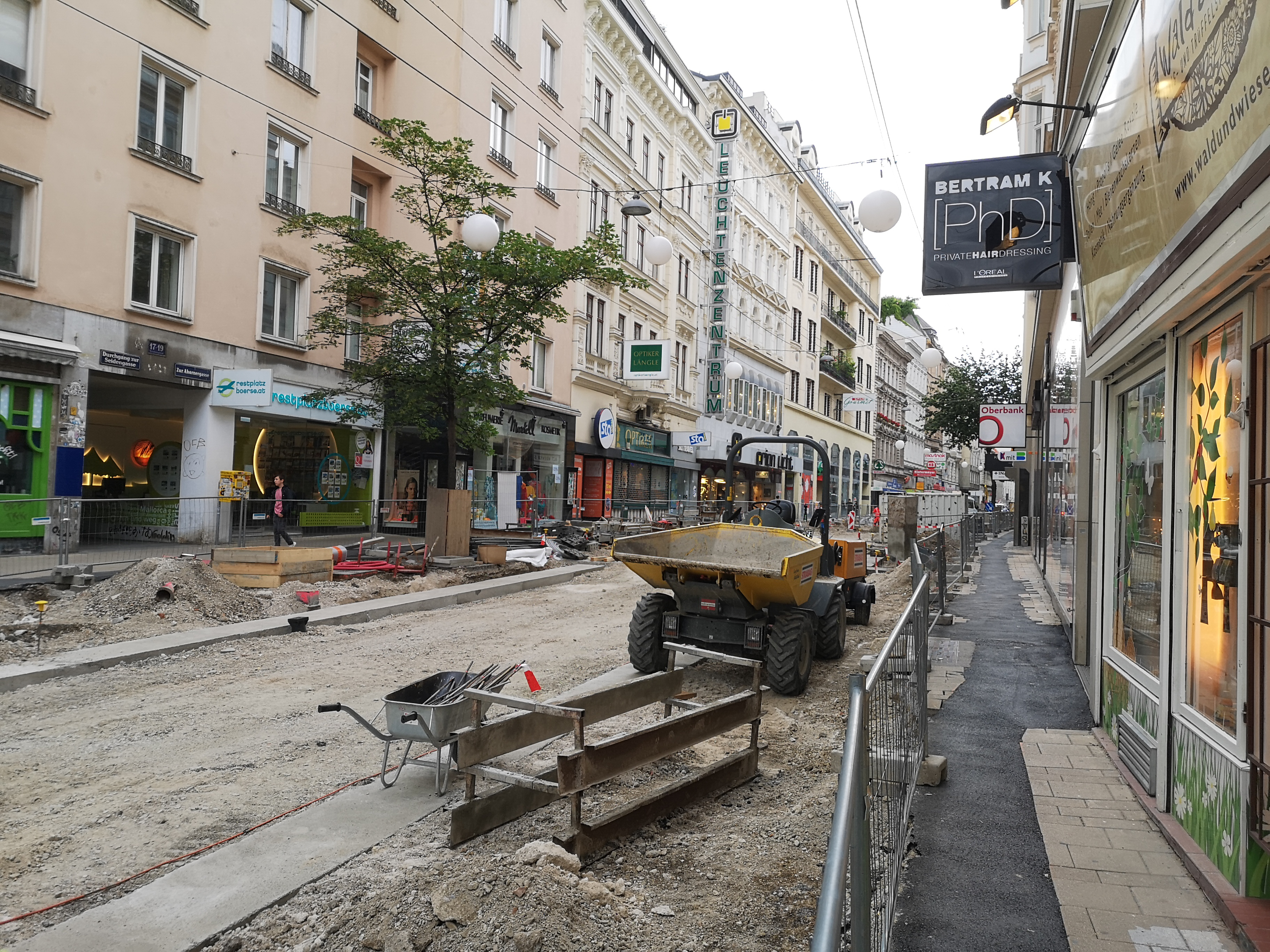
Umbau zur Begegnungszone im Juni 2020

Die Neubaugasse wurde in der zweiten Hälfte des 19. Jahrhunderts mit einer Pferdeomnibuslinie erschlossen. Am 20. August 1900 wurde die Strecke des späteren 13ers, ohne dass hier zuvor eine Pferdetramway gefahren wäre, für die elektrische Straßenbahn in Betrieb genommen. Mit der Einführung des Linienschemas fuhr vom 3. April 1907 an die Linie 3, die vom Südbahnhof durch den 4. bis 9. Bezirk zum Nordwestbahnhof im 20. Bezirk fuhr, durch die Gasse, vom 9. Jänner 1913 an war es zusätzlich und nach 1945 anstatt des 3ers die vom 1. Dezember 1947 bis zum 1. Juli 1961 verkehrende Straßenbahnlinie 13 (Südbahnhof–8. / 9., Alser Straße).
Am 2. Juli 1961 wurde diese durch eine Autobuslinie ersetzt (damals 13, heute 13A); diese erlangte durch die bis 1990 verwendeten Stockautobusse Bekanntheit. Die Neubaugasse stellt heute insbesondere für den öffentlichen Verkehr Wiens einen Teil einer bedeutenden Tangentialverbindung durch die inneren Bezirke dar. Seit 2010 ist die Wiedererrichtung einer Straßenbahnlinie durch die Gasse in Diskussion.
Die Gasse wird weiters durch die sie querenden Linien 46 (Lerchenfelder Straße am nördlichen Gassenende) und 49 der Straßenbahn (Siebensterngasse und Westbahnstraße) sowie 48A (Autobus, zum Stadtzentrum: Burggasse, vom Stadtzentrum: Neustiftgasse) erschlossen. Am südlichen Ende der Gasse befindet sich seit 1993 in der Mariahilfer Straße die U-Bahn-Station Neubaugasse der Linie U3, die in der inneren Mariahilfer Straße die Straßenbahnlinien 52 und 58 ersetzte.
Die Neubaugasse ist in ihrer ganzen Länge Einbahnstraße in Richtung Mariahilfer Straße. Von der Mariahilfer Straße bis zur Burggasse darf sie von Radfahrern und vom städtischen Autobus auch in der Gegenrichtung befahren werden. Ab der Lindengasse ist die Durchfahrt für den motorisierten Individualverkehr verboten.
Nach Beschluss der Stadt Wien wurde die Neubaugasse ab Jänner 2020 zur Begegnungszone umgestaltet. Am 4. September 2020 wurde diese eröffnet.

## Kultur

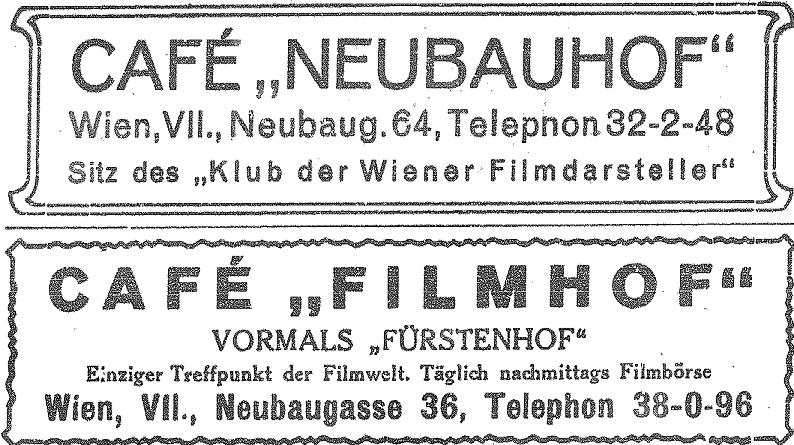
Cafés in der Neubaugasse als „Treffpunkt der Filmwelt“; Zeitschriften-Inserate aus dem Jahr 1923.

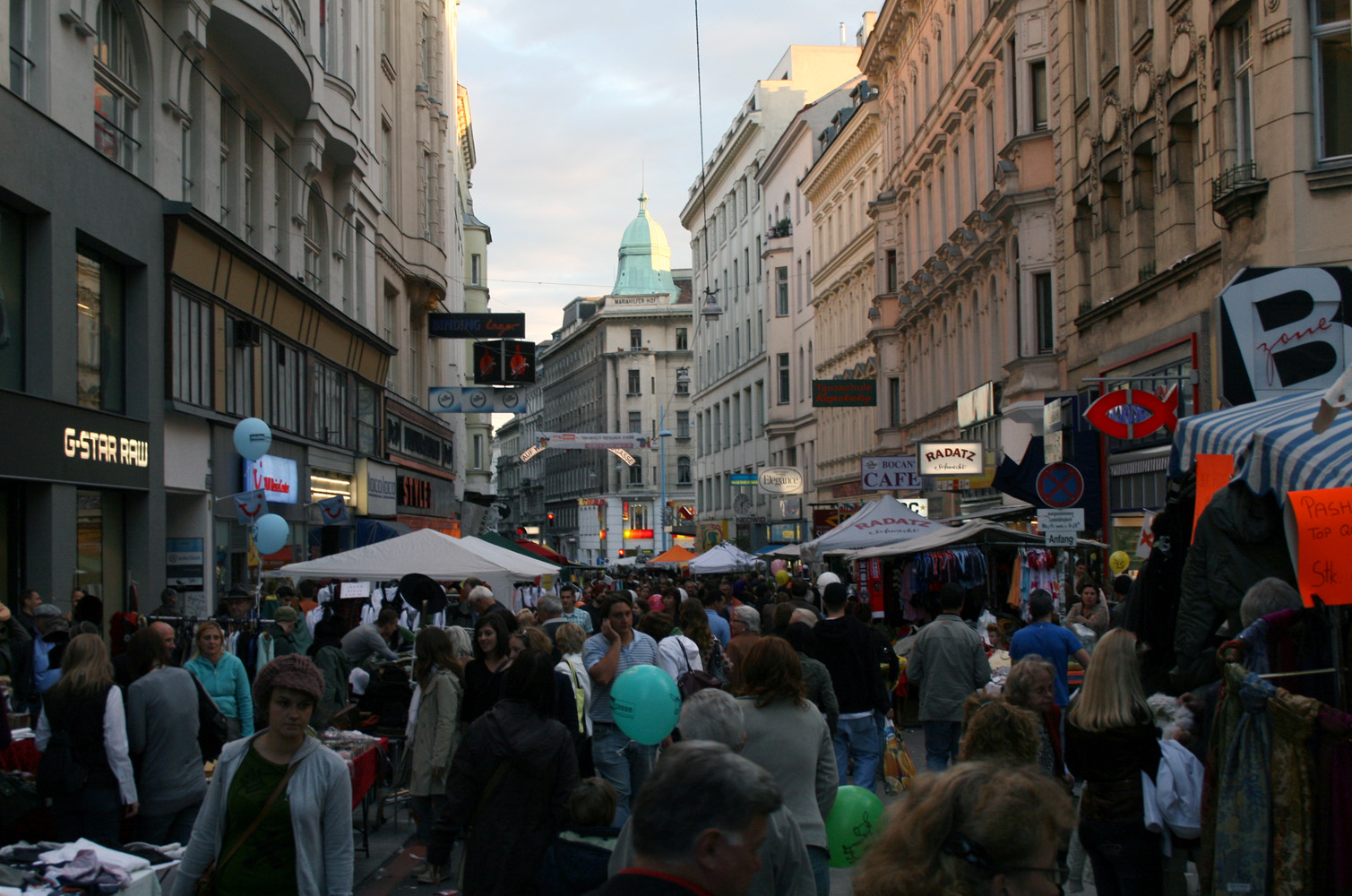
Flohmarkt in der Neubaugasse

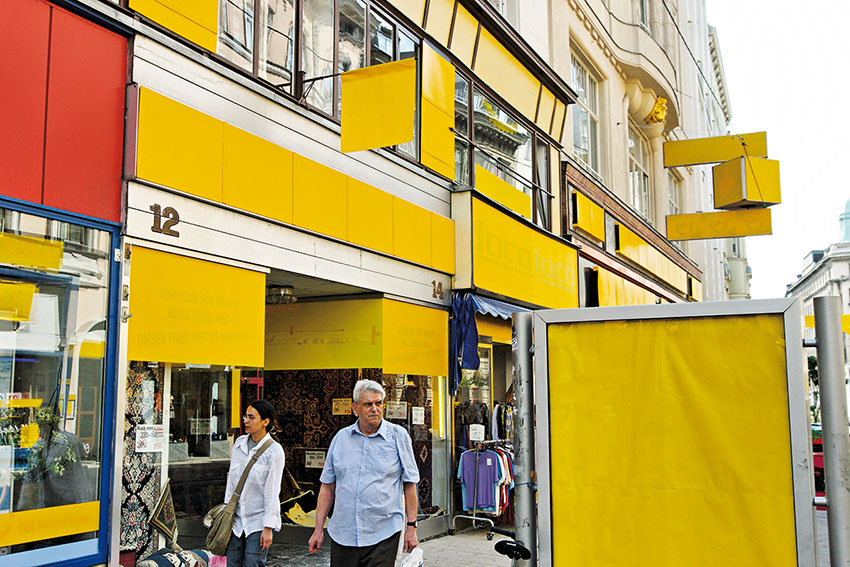
Kunstprojekt delete

### Theater
Das Renaissancetheater wurde 1912 als Volksbühne gegründet und ist heute ein Spielort des Theaters der Jugend.

### Film
Mit der Blüte des österreichischen Stummfilms zwischen 1918 und 1923 entwickelten sich die Neubaugasse und angrenzende Straßen zum Filmviertel, wo fast alle im Film tätigen Unternehmen ihren Sitz oder zumindest eine Niederlassung hatten. Kaum ein Haus, in dem nicht mindestens ein Filmverleih, Filmproduzent, Filmanwalt, eine Filmbuchhandlung, ein Filmcafé oder diverse Filmzulieferer ihre Niederlassung hatten, je näher an der Mariahilfer Straße, umso mehr.
Auch nach dieser Phase blieb die Gegend das Filmviertel, und erst mit dem „Anschluss“ an Deutschland, 1938, und der darauf folgenden Zerstörung der mehrheitlich von Juden geführten Filmbranche dürfte die Geschichte des Filmviertels ein Ende genommen haben.
Heute befinden sich an der Neubaugasse und angrenzenden Straßen wie der Mariahilfer Straße und der Siebensterngasse nur noch wenige Niederlassungen von in der Filmbranche tätigen nationalen und internationalen Unternehmen. Zudem ist die Branche insgesamt wesentlich stärker auf einige marktbeherrschende Unternehmen konzentriert, während sich vor 1938 Dutzende Filmverleiher und -produzenten den Markt aufteilten. Auch Filmausstattungsunternehmen und andere spezialisierte Unternehmen waren damals in der Neubaugasse konzentriert.

### Flohmärkte
Zweimal jährlich findet jeweils an einem Wochenende ein Flohmarkt statt, der sich über die gesamte Neubaugasse erstreckt. Diese ist dann für den Fahrzeugverkehr gesperrt.

### Kunstprojekt „delete“
Im Juni 2005 fand in der Neubaugasse ein Kunstprojekt mit dem Namen delete statt, das große öffentliche Aufmerksamkeit erlangte. Es handelte sich um ein Projekt des Künstlerduos Steinbrener/Dempf, das über einen Zeitraum von zwei Wochen alle Werbeaufschriften und Reklameschilder in einem Teil der Neubaugasse mit gelben Folien verdeckte.

## Gebäude

### Nr. 1 und 2

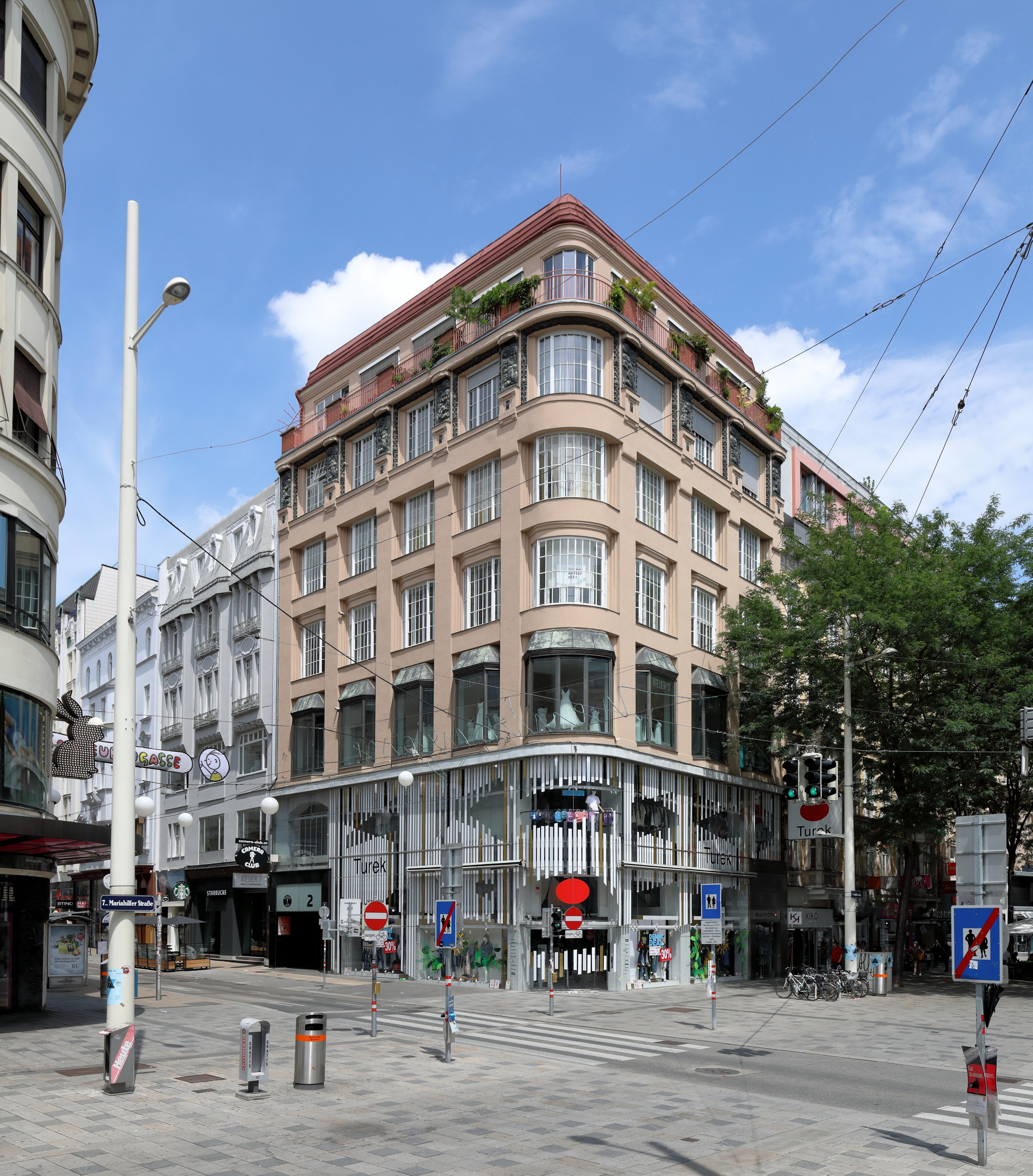
Wohn- u. Geschäftshaus; Ecke Neubaugasse 2 / Mariahilfer Straße 68

Die beiden an der Ecke zur Mariahilfer Straße gelegenen, Anfang des 20. Jahrhunderts errichteten Gebäude bilden miteinander ein repräsentatives Eingangstor zur Neubaugasse.
Das denkmalgeschützte Eckhaus Nr. 1 (auch: Mariahilfer Straße 70) entstand um 1910. Im Erdgeschoß befindet sich eine ehemalige von Adolf Loos gestaltete Bankfiliale. Das gegenüber gelegene Eckhaus Nr. 2 (Identanschrift: Mariahilfer Straße 68) wurde 1912 nach Plänen von Leopold Fuchs erbaut.

### Nr. 10
Ebenfalls von Leopold Fuchs stammt das 1912 errichtete secessionistische Wohn- und Geschäftshaus der Fa. Duldner & Deutsch.

### Nr. 16
Das Miethaus „Zu den neun Kurfürsten“ ist ein 1820 erbautes vorstädtisches Bürgerhaus.

### Nr. 25
Der Elsahof entstand 1911 an der Stelle des früheren Gemeindehauses von Neubau nach Plänen von Hans Prutscher. Die Fassade ist in Dekorformen der Wiener Werkstätte gestaltet.

### Nr. 36 und 38
An der Stelle dieser Gebäude hatte sich seit 1685 das Sommerpalais des Fürsten Paul I. Esterházy de Galantha befunden.
Das Haus Nr. 36 wurde 1912 nach Plänen des Ateliers Theiss & Jaksch errichtet. Es beherbergt das Renaissancetheater.
Nr. 38 wurde 1912–13 durch Eugen Felgel von Farnholz in secessionistischem Stil erbaut.

### Nr. 62
Das spätbarocke Miethaus „Zum goldenen Greif“ entstand Mitte des 18. Jahrhunderts.

### Nr. 64–66
Der secessionistische Straßenhof wurde 1904 erbaut; Architekt war Rudolf Demski.

### Nr. 71
Das monumentale späthistoristische Zinshaus stammt aus dem Jahr 1894 (Architekt: Franz Xaver Neumann junior).

## Bildergalerie

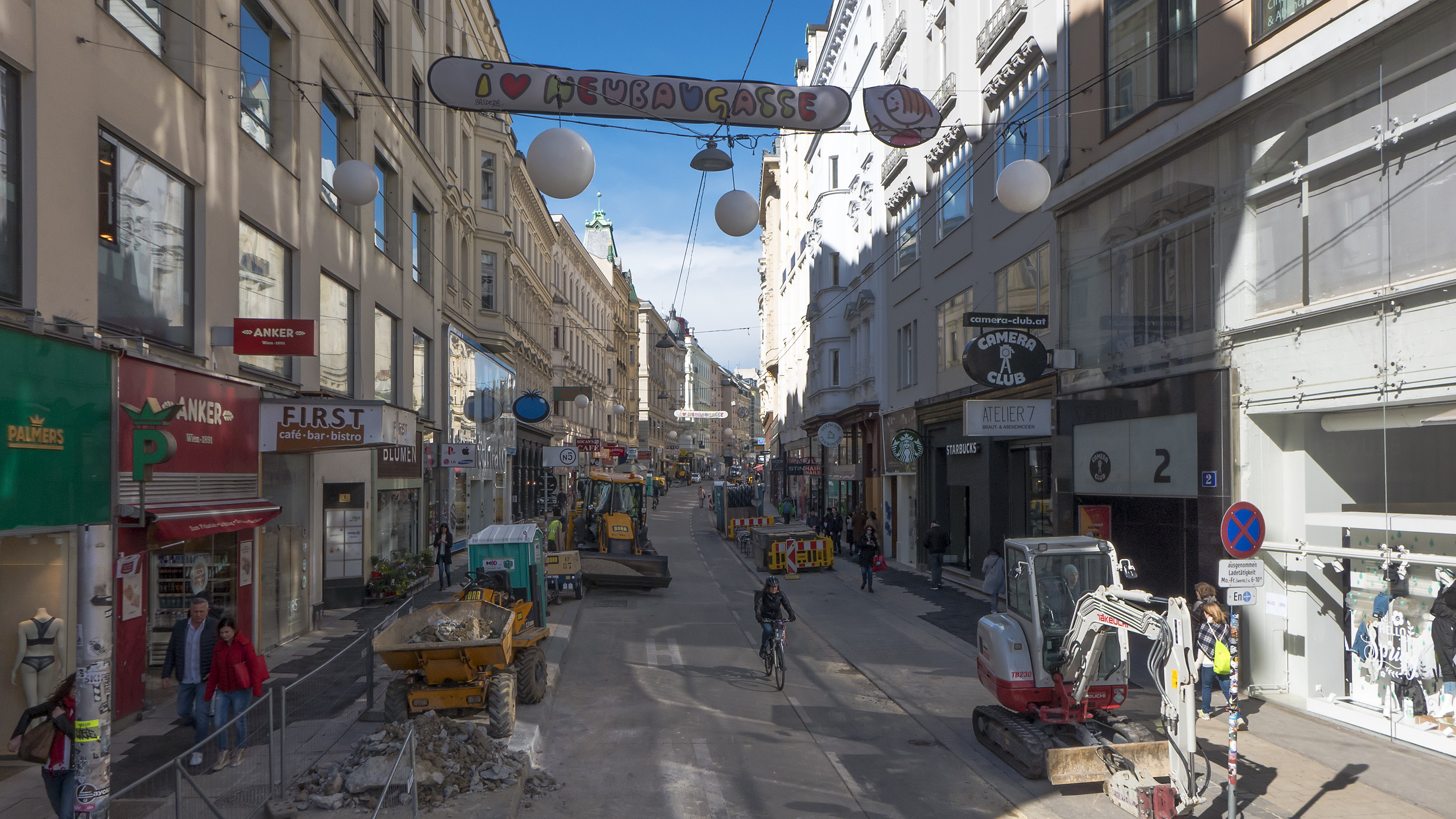
Anfang bei der Mariahilfer Straße
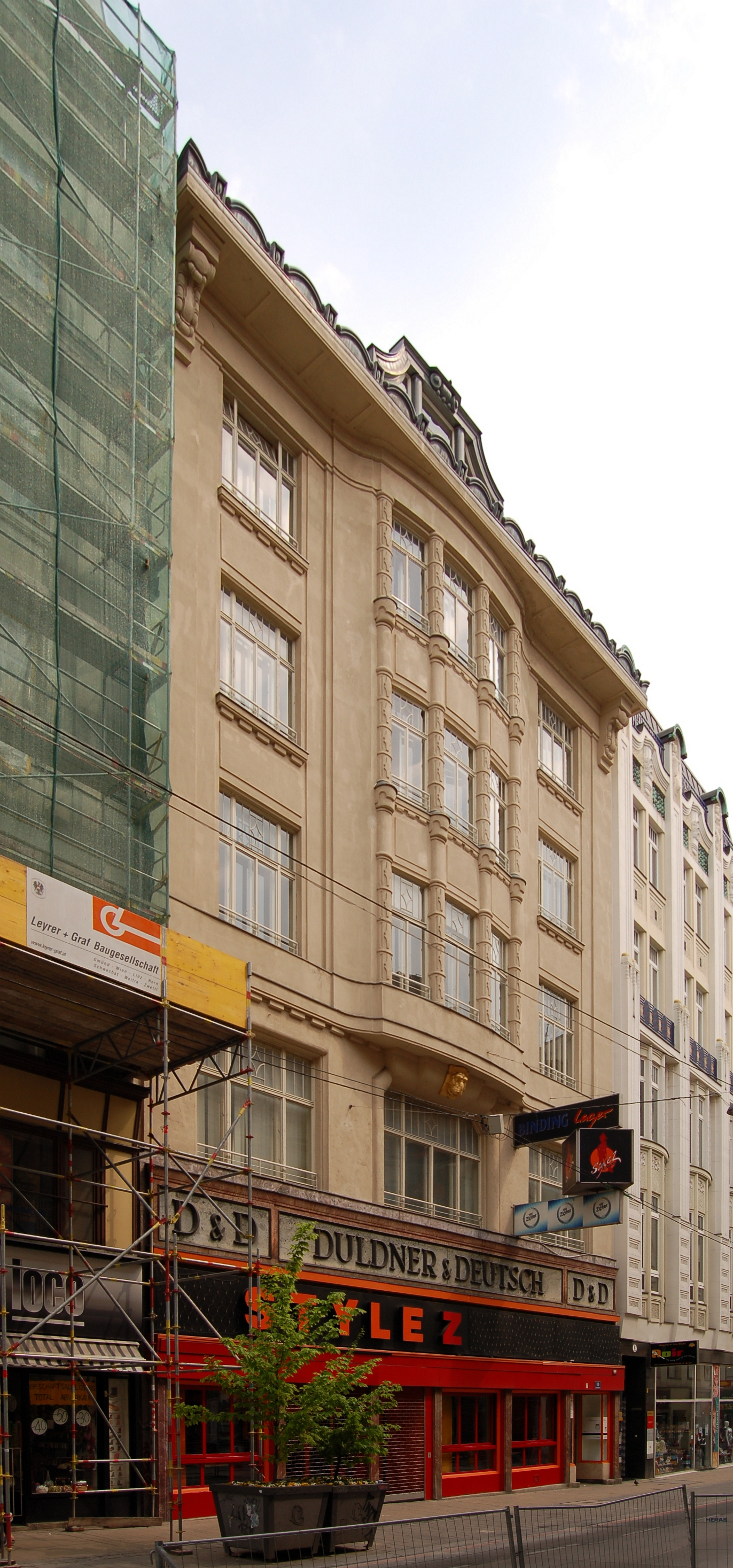
Nr. 10 – Geschäftshaus Duldner & Deutsch
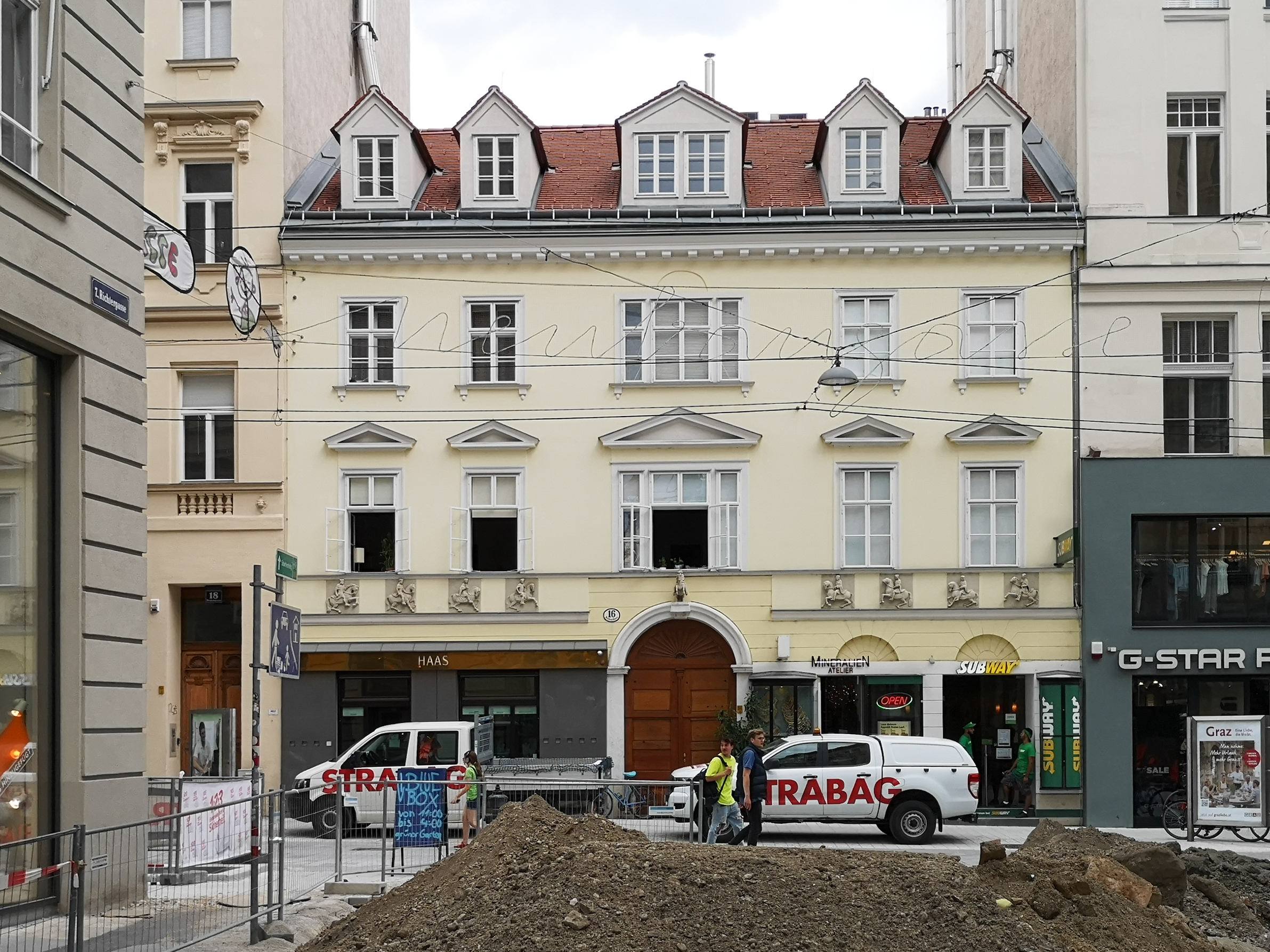
Nr. 16 – „Zu den neun Kurfürsten“
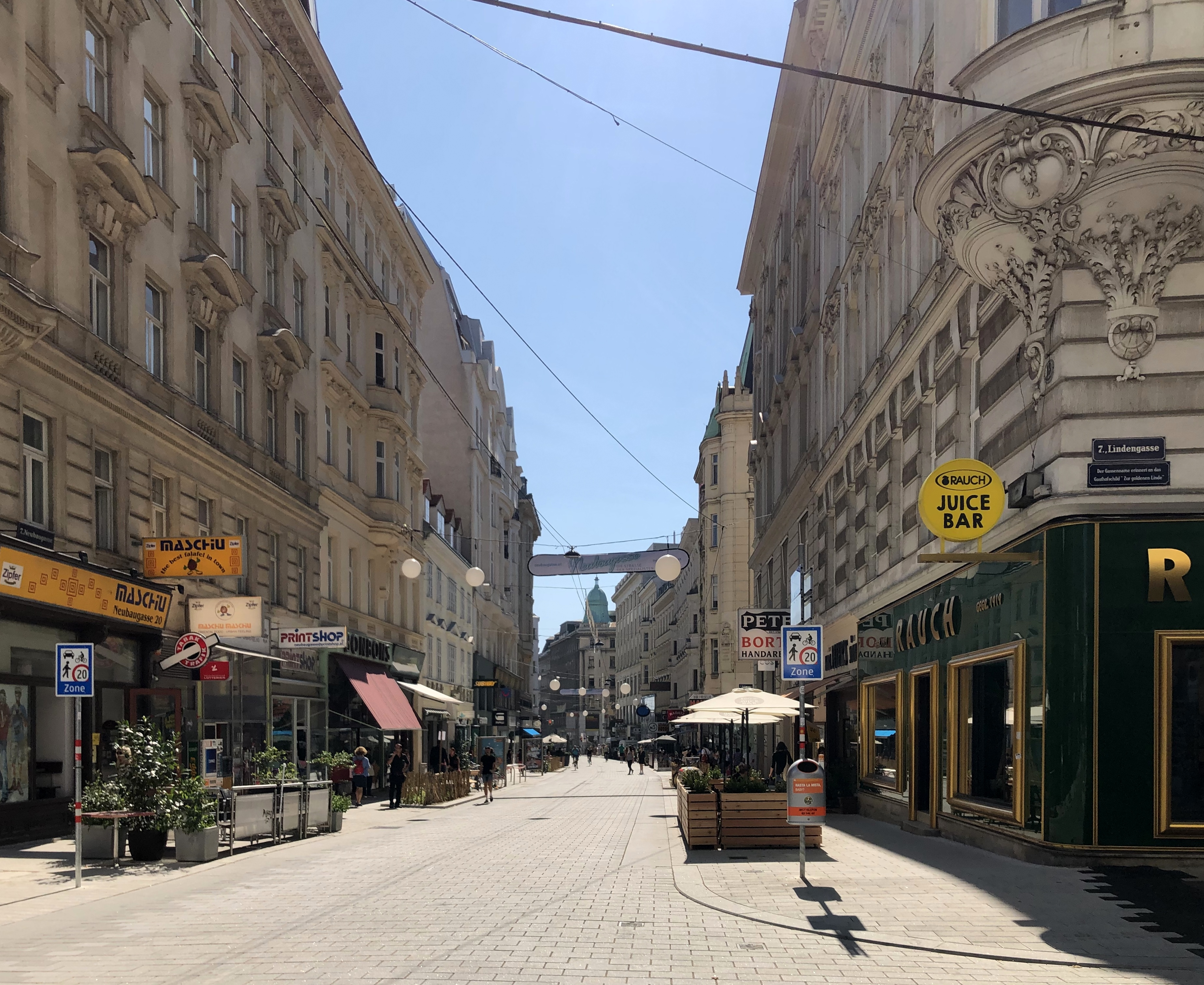
Bei der Lindengasse, Blick Richtung Mariahilfer Straße
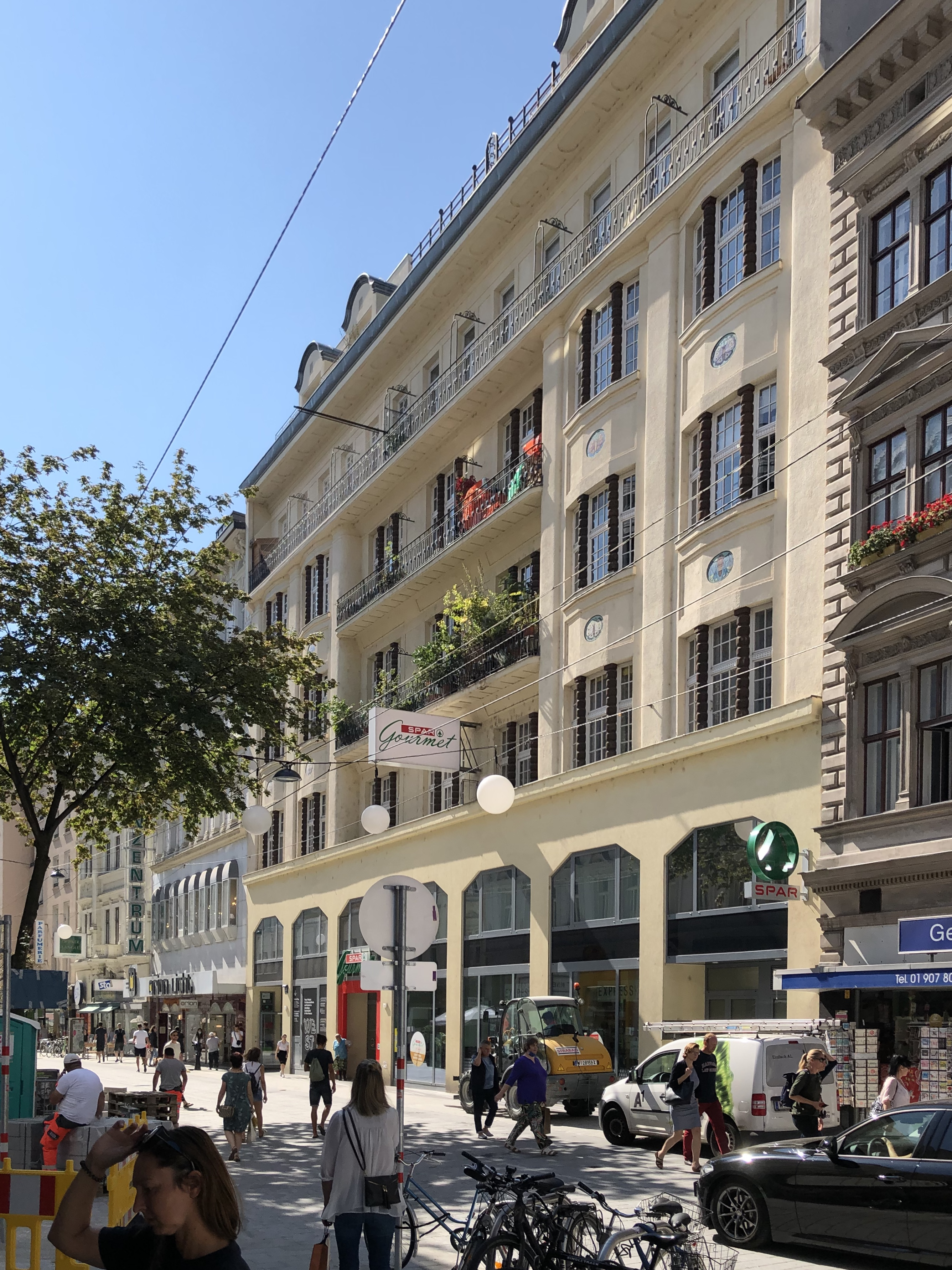
Nr. 25 – Elsahof
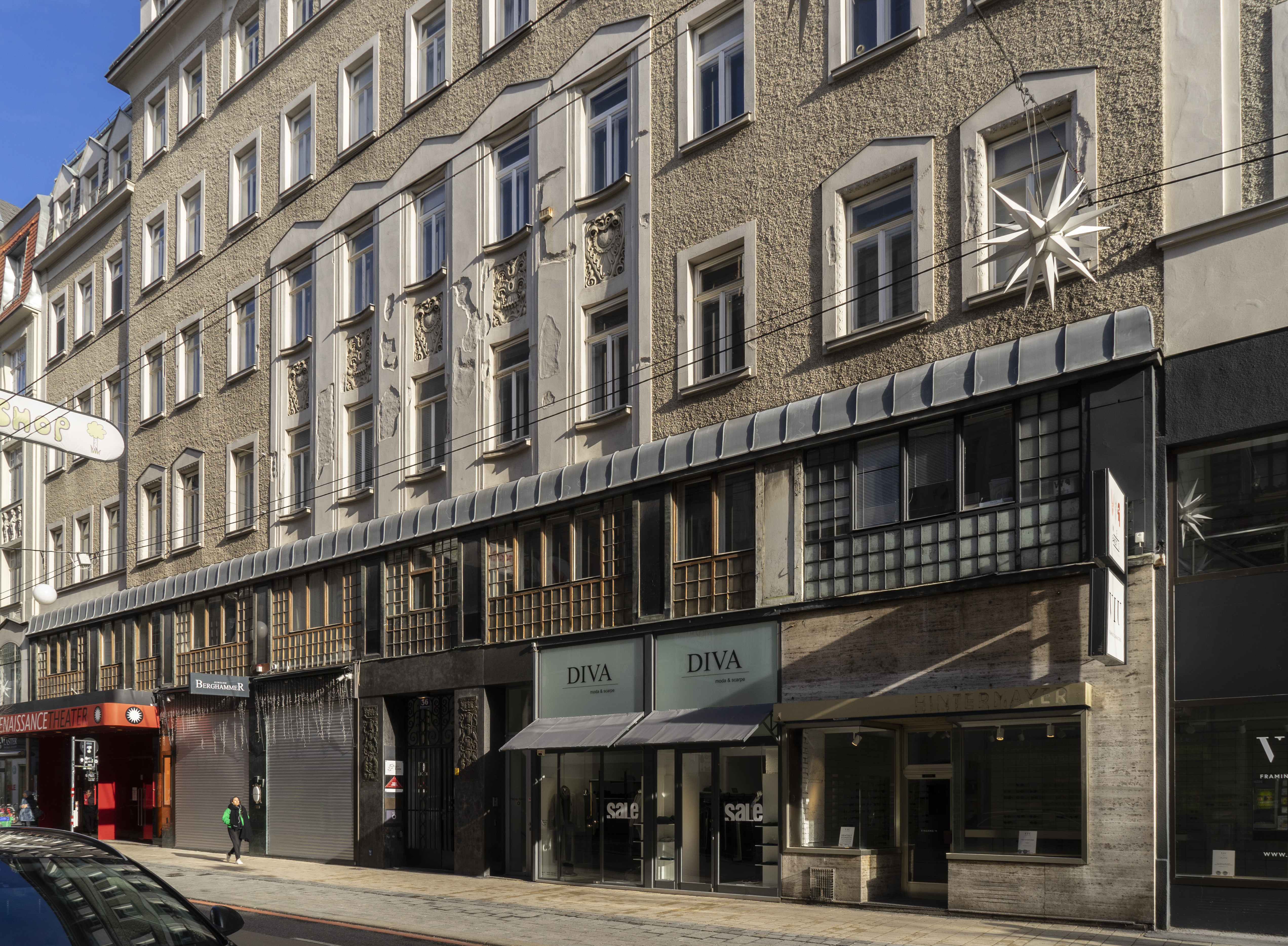
Nr. 36 – Renaissancetheater
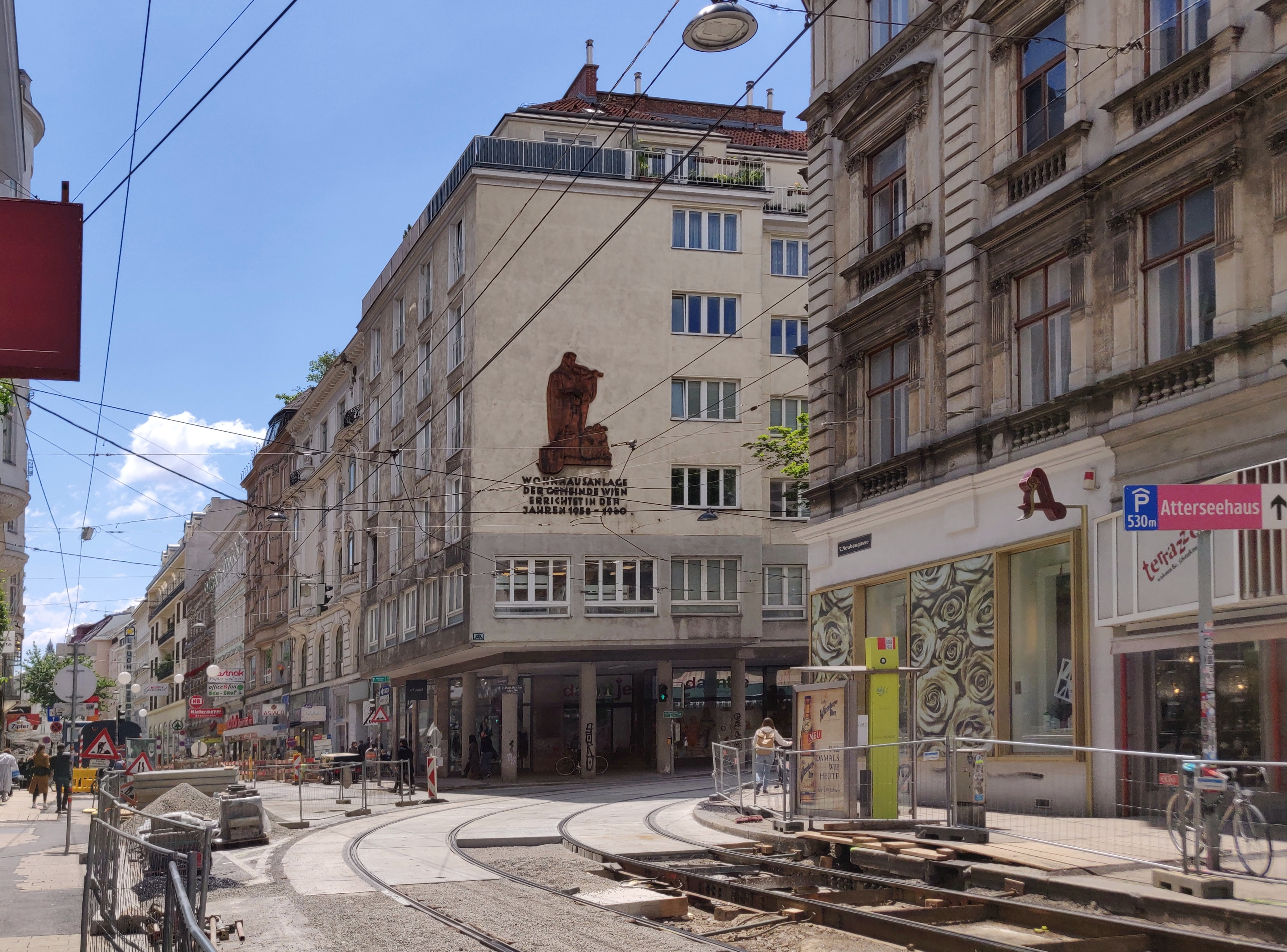
Ecke Westbahnstraße
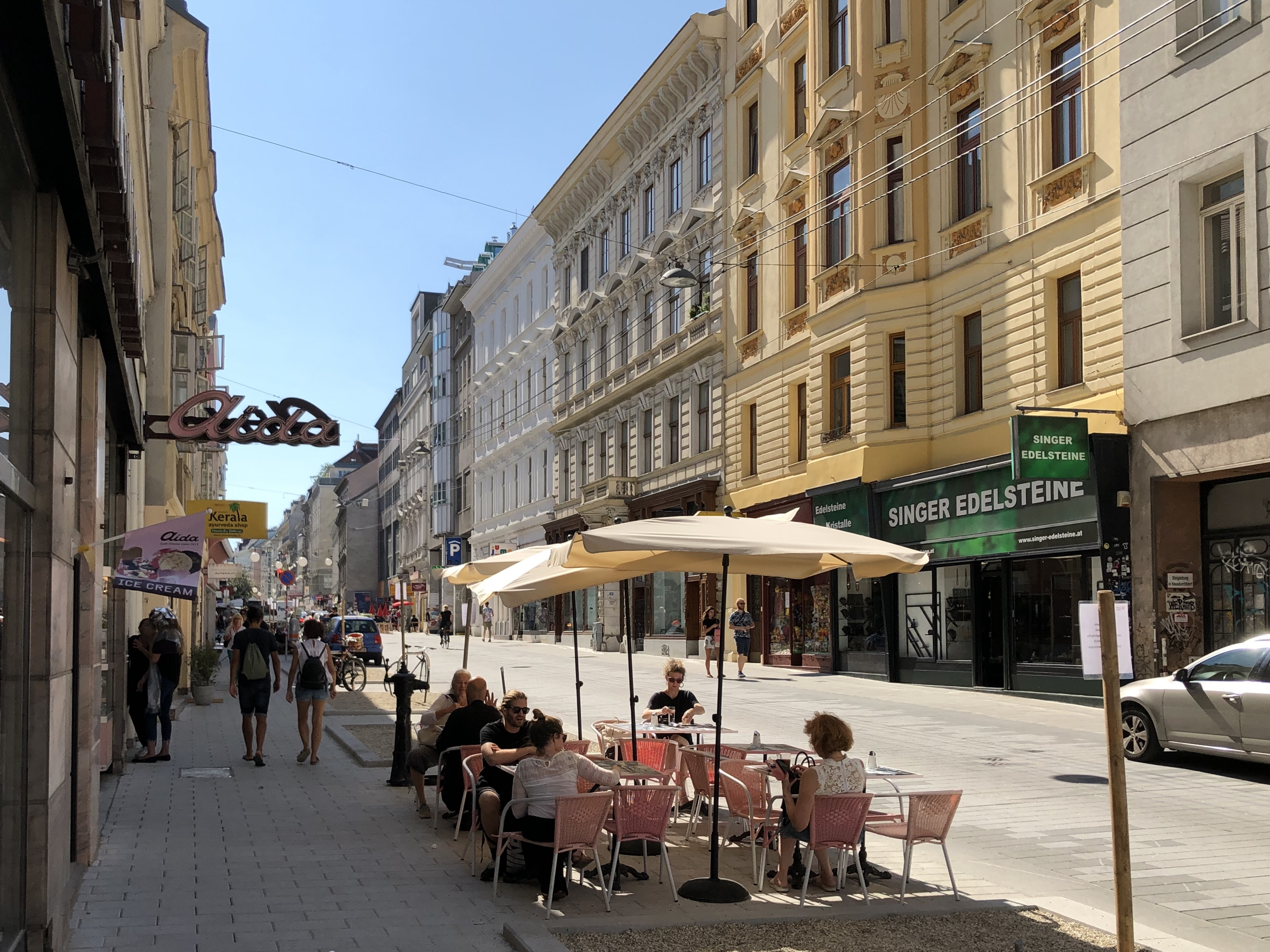
Zwischen Westbahnstraße und Burggasse
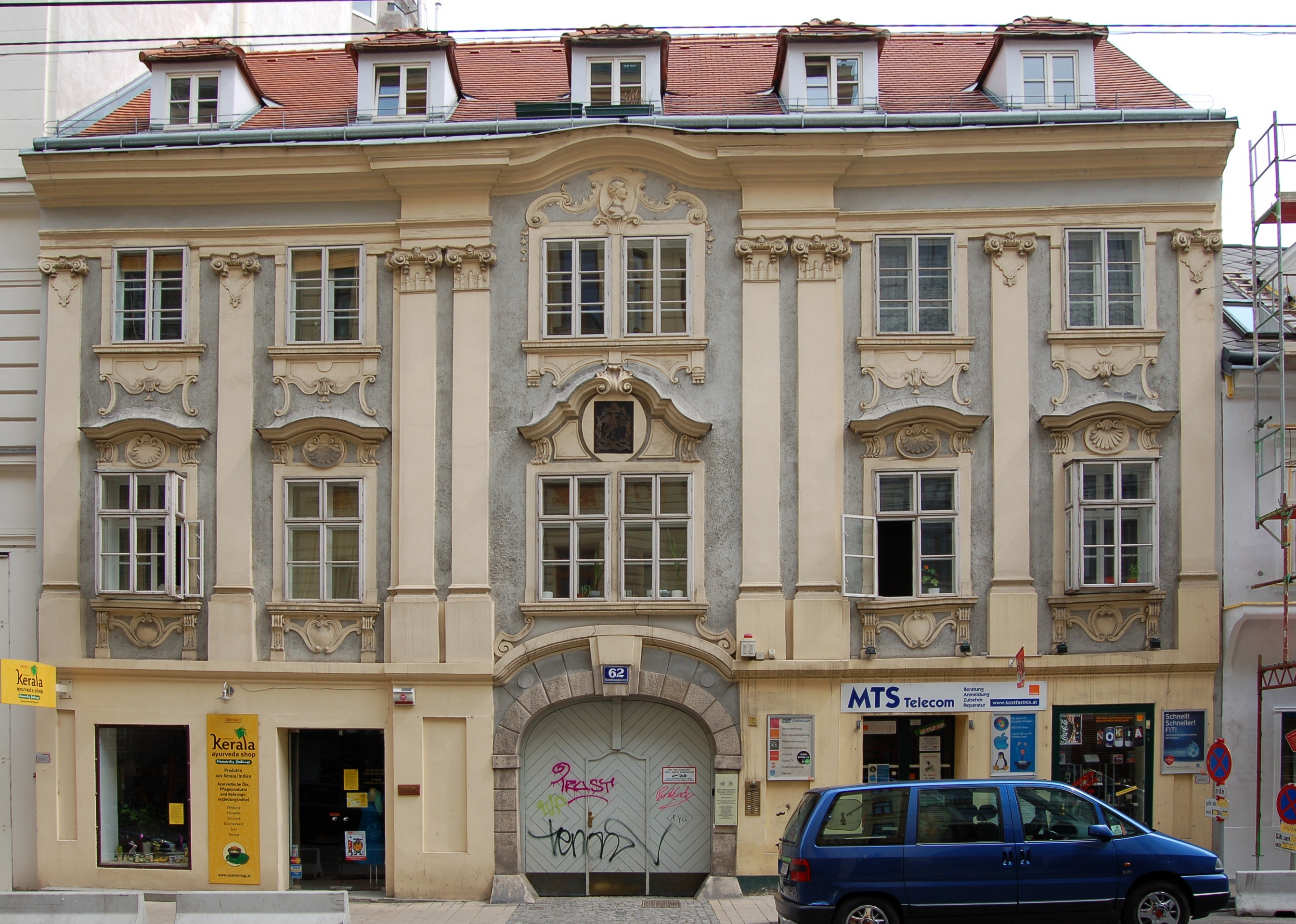
Nr. 62 – „Zum goldenen Greif“
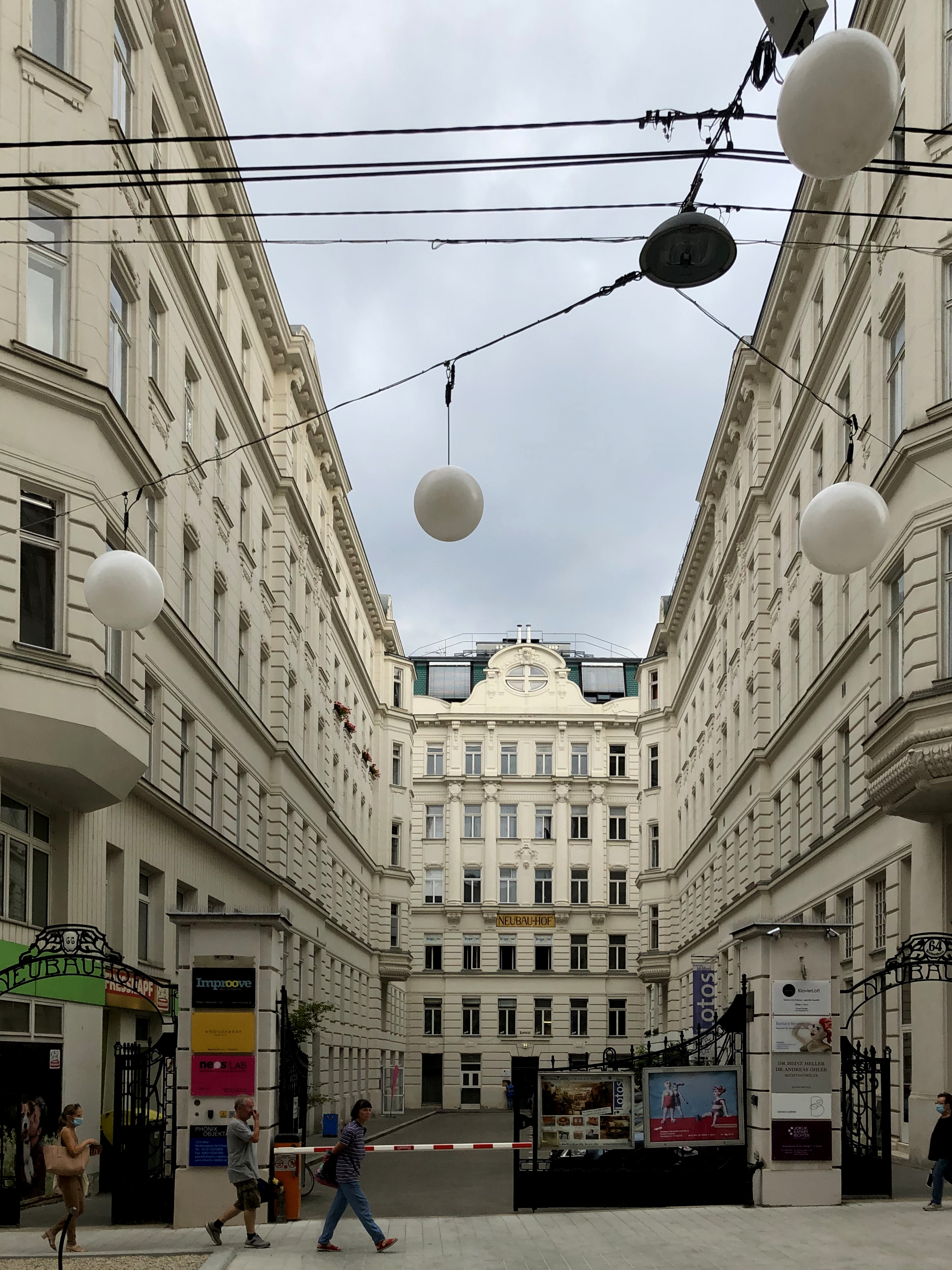
Nr. 64–66 – Neubauhof
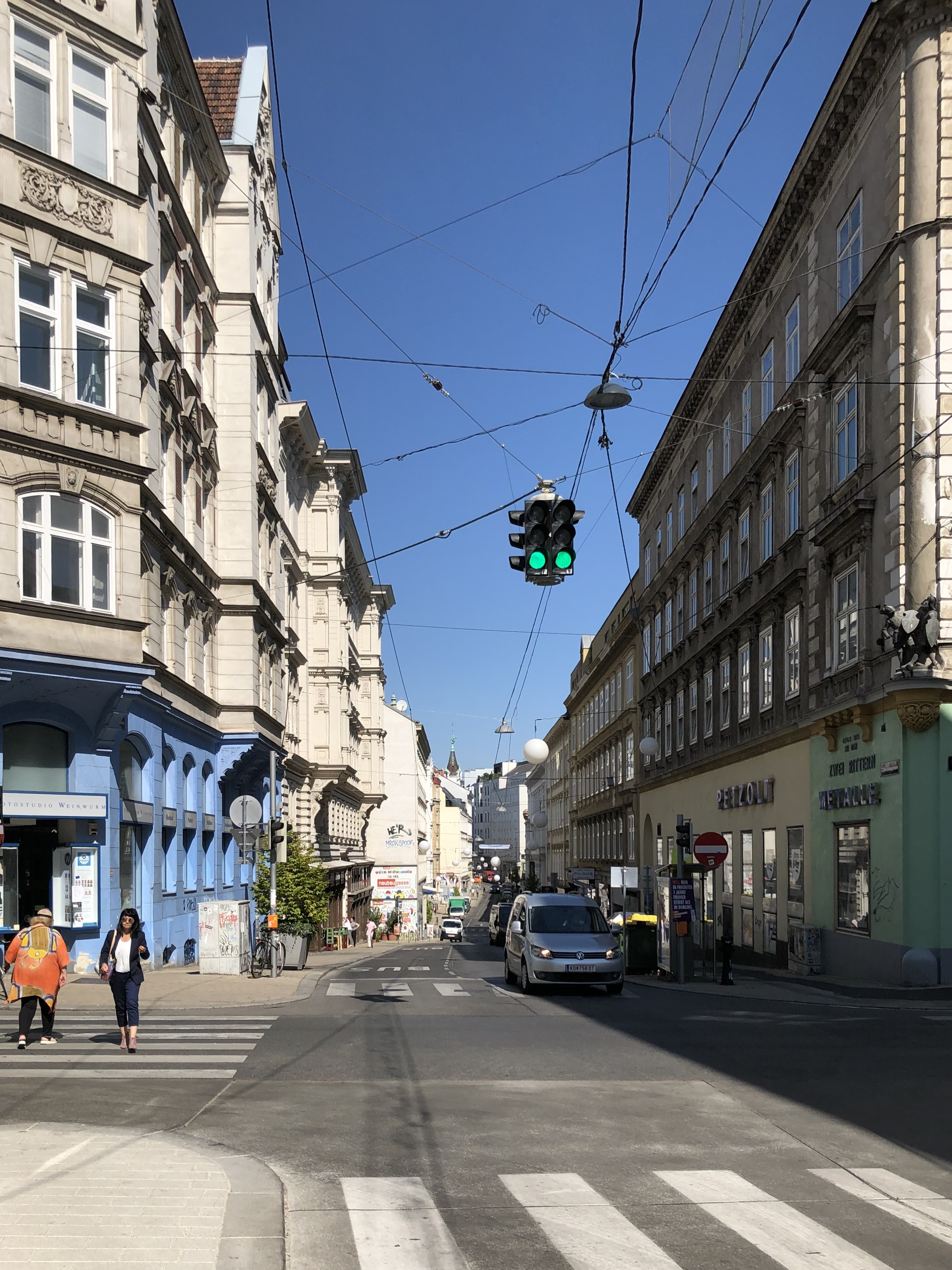
Bei der Burggasse, Blick Richtung Neustiftgasse
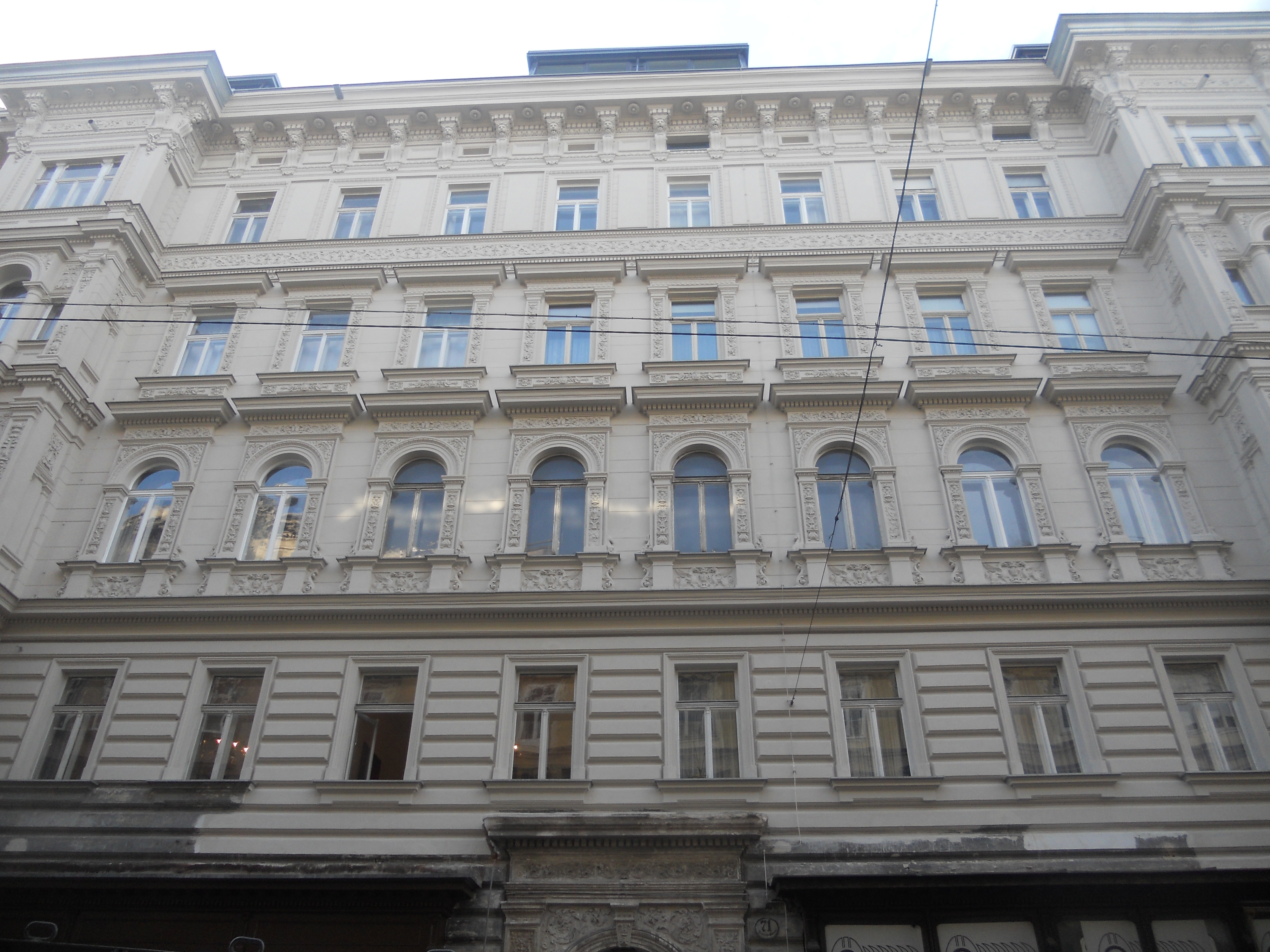
Nr. 71
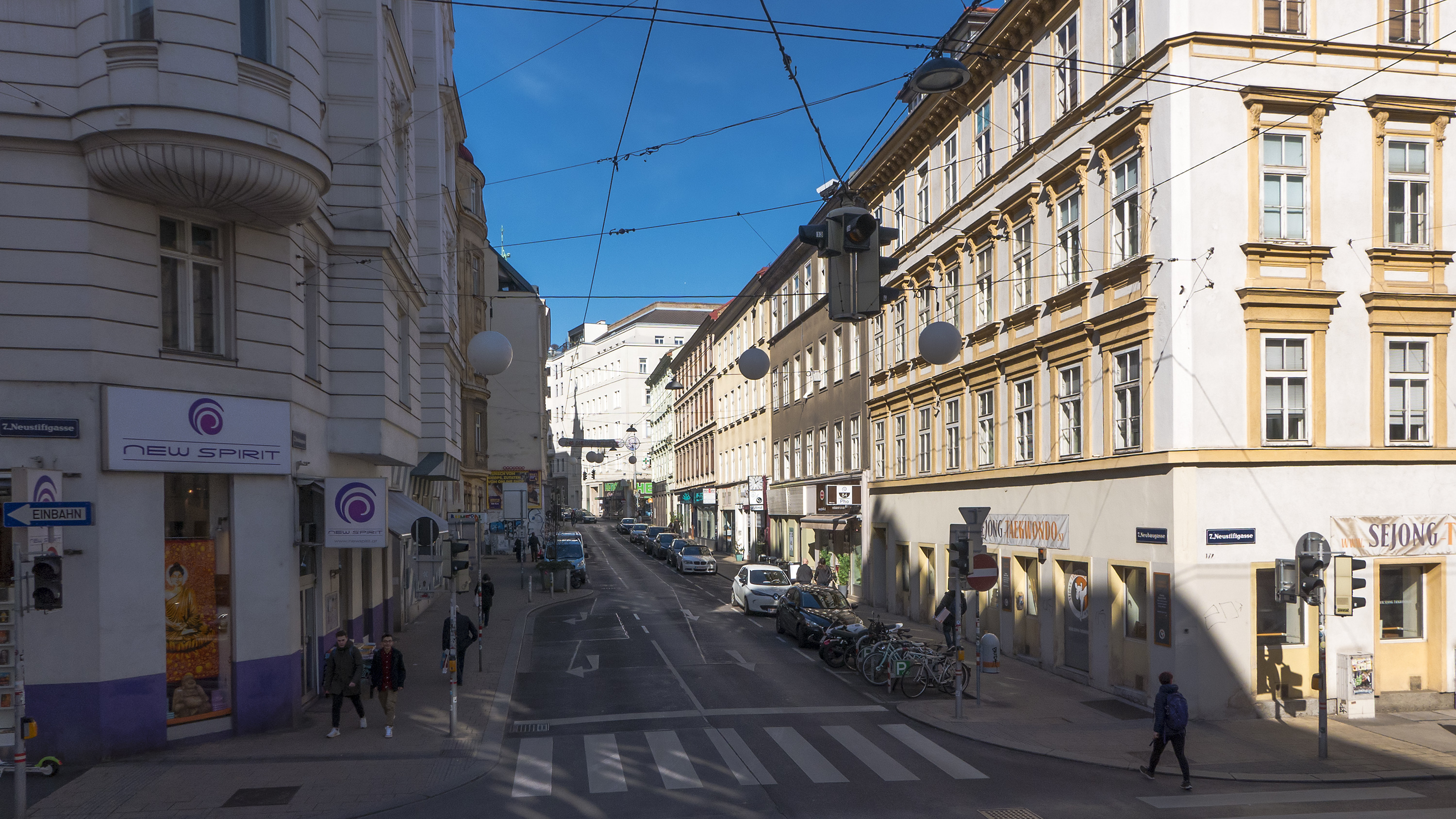
Bei der Neustiftgasse, Blick Richtung Lerchenfelder Straße
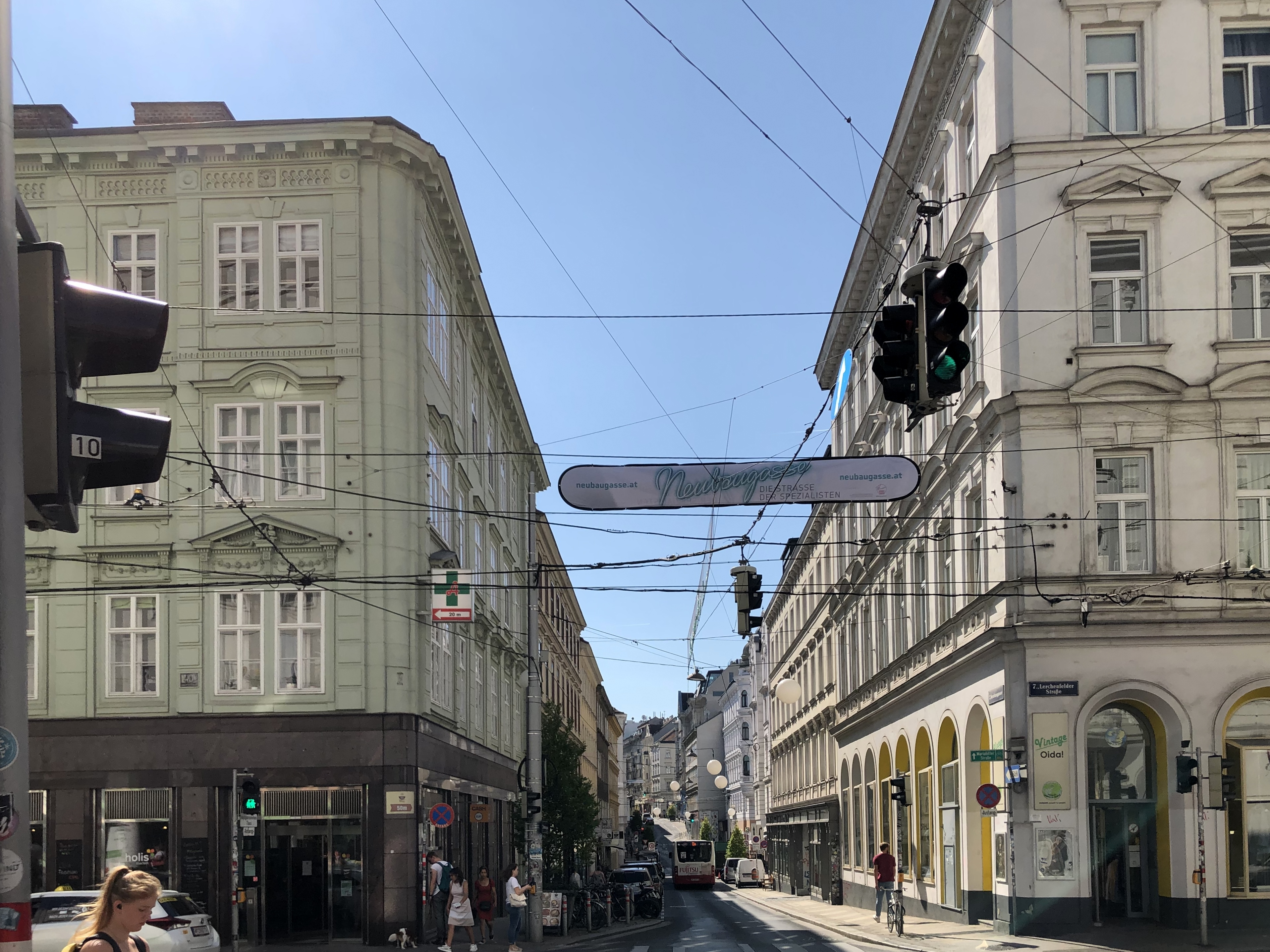
Ende der Neubaugasse an der Lerchenfelder Straße